# Takuma Asano
Takuma Asano (Komono, Districte de Mie, Prefectura de Mie, Japó, 10 de novembre de 1994) és un futbolista japonès que juga al RCD Mallorca. És internacional amb la selecció del Japó.

## Estadístiques
| Selecció del Japó | Selecció del Japó | Selecció del Japó |
| Anys              | Partits           | Gols              |
| ----------------- | ----------------- | ----------------- |
| 2015              | 3                 | 0                 |
| Total             | 3                 | 0                 |